# 上海市盲童学校
上海市盲童学校位于上海市长宁区虹桥路1850号，创建于1912年。占地面积1.96万平方米，建筑面积1.3万平方米。校内有一盲文教材的印刷厂。

## 历史
美籍英国人傅兰雅捐银6万两于1912年创办上海盲童学堂(校)租赁北四川路民居作临时校舍。成为中国第一所正规肓童学校，傅兰雅之子傅步兰任校长。
1915年10月上海盲童学校迁入购置建造10余亩土地的忆定盘路4号（今江苏路）。
1925年，学校有了一台铅版印刷机，专设印刷部，印制盲文教科书等。
1928年，更名上海福哑学校。
1931年12月在虹桥路290号（即今虹桥路1850号）建房12所后，学校迁至该地。
1952年6月，由上海市人民政府接管，易名上海市盲童学校。
1957年，创办上海市盲童学校盲文印刷厂（今上海博爱盲文印刷有限公司），提供全国盲文教材印刷。
1959年，学校分成两校，在国货路另立上海市盲人中学。1962年，两校合并，校址仍在虹桥路今址。
1983年8月，开始招收低视力学生。
1991年，学校挂出第二块牌上海市低视力学校。
1998年，盲校高中部成立。